# Richard Adolf Hoffmann
Richard Adolf Hoffmann (* 22. Juni 1872 in Königsberg i. Pr.; † 28. April 1948 in Wien) war ein deutscher Theologe und Hochschullehrer.

## Leben
Hoffmann war der Sohn eines Klempnermeisters und studierte evangelische Theologie. Er promovierte zum Doktor der Theologie mit einem Thema aus dem Fach Neues Testament. Im Jahre 1897 wurde er Privatdozent und im Jahre 1907 zum außerordentlichen Professor für Neues Testament an der Universität von Königsberg berufen. Im Jahre 1915 erhielt er einen Ruf an die Universität Wien, wo er den Lehrstuhl für Neues Testament besetzte. Weil er Urchristentum und Parapsychologie als sein Spezialgebiet bearbeitete, erhielt er den Spitznamen „Geister-Hoffmann“. 1933 wurde er Ehrenphilister des Wingolf zu Wien.
In der Zeit des Ständestaates lehnte er es ab, der Vaterländischen Front beizutreten – das war ein damals mit Nachteilen verbundener Bekenntnisakt. Am 26. Mai 1938 beantragte er die Aufnahme in die NSDAP und wurde rückwirkend zum 1. Mai desselben Jahres aufgenommen (Mitgliedsnummer 6.103.562). In seinem Antrag bezog er sich darauf, dass er Mitglied der Großdeutschen Partei war, und berichtete: „Im Verkehr mit den Studenten habe ich von meiner völkischen und nationalsozialistischen Gesinnung nie ein Hehl gemacht“. Bei der Behandlung seines Antrages kam es zu einer Beurteilung, die u. a. folgendes festhielt:
„Er ist Gegner der Bekenntniskirche, ... Laut Auskunft des NS-Dozentenbundes ist Professor Dr. Hoffmann ein wirklicher Nationalsozialist, der sich offen und unerschrocken zum Nationalsozialismus bekannt hat“.
1939 erklärte er seine Mitarbeit am Institut zur Erforschung und Beseitigung des jüdischen Einflusses auf das deutsche kirchliche Leben.
1939 wurde er – wegen der erreichten Altersgrenze – emeritiert, erhielt aber weiterhin Lehraufträge. Nach Kriegsende wirkte er als Honorarprofessor.

## Schriften (Auswahl)
- Die Abendmahlsgedanken Jesu Christi. Ein biblisch-theologischer Versuch, 1896
- Was versteht man unter wissenschaftlicher Bibelforschung?, 1897
- Das Markus-Evangelium und seine Quellen. Ein Beitrag zur Lösung der Urmarcusfrage, 1904
- Das Selbstbewußtsein Jesu nach den drei ersten Evangelien, 1904
- Kant und Swedenborg, 1909
- Die Erlösungsgedanken des geschichtlichen Christus, 1911
- Besitz und Recht in der Gedankenwelt des Urchristentums, in: Religion und Sozialismus. Festschrift zur 100jährigen Jubelfeier der evangelisch-theologischen Fakultät in Wien, Berlin 1921
- Das Geheimnis der Auferstehung Jesu, 1921
- Die Freiheit Gottes. Ein religions-philosophischer Versuch, 1923 *Parapsychisches bei Paulus, in: Zschr. für Parapsychologie, 1928
- Die Entstehung des Christentums, in: Die Religionen der Erde, 1929
- Das Gottesbild Jesu, 1934
- Richtlinien für ein schlichtes deutsches protestantisches Bekenntnis, 1934, in: Deutsche Akademikerzeitung in Wien vom 30. März 1934
- Der Glaubensbegriff des Neuen Testaments, 1938.